# Pycnolejeunea
Pycnolejeunea är ett släkte av bladmossor. Pycnolejeunea ingår i familjen Lejeuneaceae.
Kladogram enligt Catalogue of Life:
| Pycnolejeunea | \| \| Pycnolejeunea contigua \| \| \| \| \| \| Pycnolejeunea retusa \| \| \| \| |
|               | \| \| Pycnolejeunea contigua \| \| \| \| \| \| Pycnolejeunea retusa \| \| \| \| |
|               | Pycnolejeunea contigua                                                          |
|               |                                                                                 |
|               | Pycnolejeunea retusa                                                            |
|               |                                                                                 |